# Faro de Cabo de Santa María (Portugal)
El Faro de Cabo de Santa María (en portugués: Farol do Cabo de Santa Maria) es un faro situado en la Isla de la Culatra, en Faro, Distrito de Faro, Portugal, frente a la ciudad de Olhão y a 2 500 metros del cabo de Santa María. La Isla de la Culatra fue creada en el primer cuarto del siglo XX, cuando se abrió el canal llamado Barra Nova para servicio de los puertos de Faro y Olhão, dividiendo la entonces Isla de Santa María en dos islas, Culatra y Barreta. En esta última es donde está situado el Cabo de Santa María, el punto más meridional de Portugal.

## Historia
Fue construido en 1851 bajo la dirección del ingeniero Gaudencio Fontana. Recibió en primera instancia un aparato óptico de 2º orden de 700 mm de distancia focal. Emitía una luz blanca fija, con un alcance medio de 15 millas náuticas y estaba iluminado por un candelero con depósito de aceite superior. La torre tenía la forma de cuatro cilindros apilados que decrecían en diámetro con la altura, obteniendo una total de 35,55 metros. El lugar donde se asentaba el faro estaba expuesto a la acción del mar por lo que se hacían necesarias frecuentes obras de mantenimiento del lugar y del propio faro.
En 1922 fue aumentada la altura de la torre en 12 metros y su aparato óptico fue sustituido por uno de tercer orden, 500 mm de distancia focal, iluminado por una lámpara a petróleo, que sustituida por una de incandescencia de vapor de petróleo en 1925. La rotación se conseguía mediante un mecanismo de relojería.

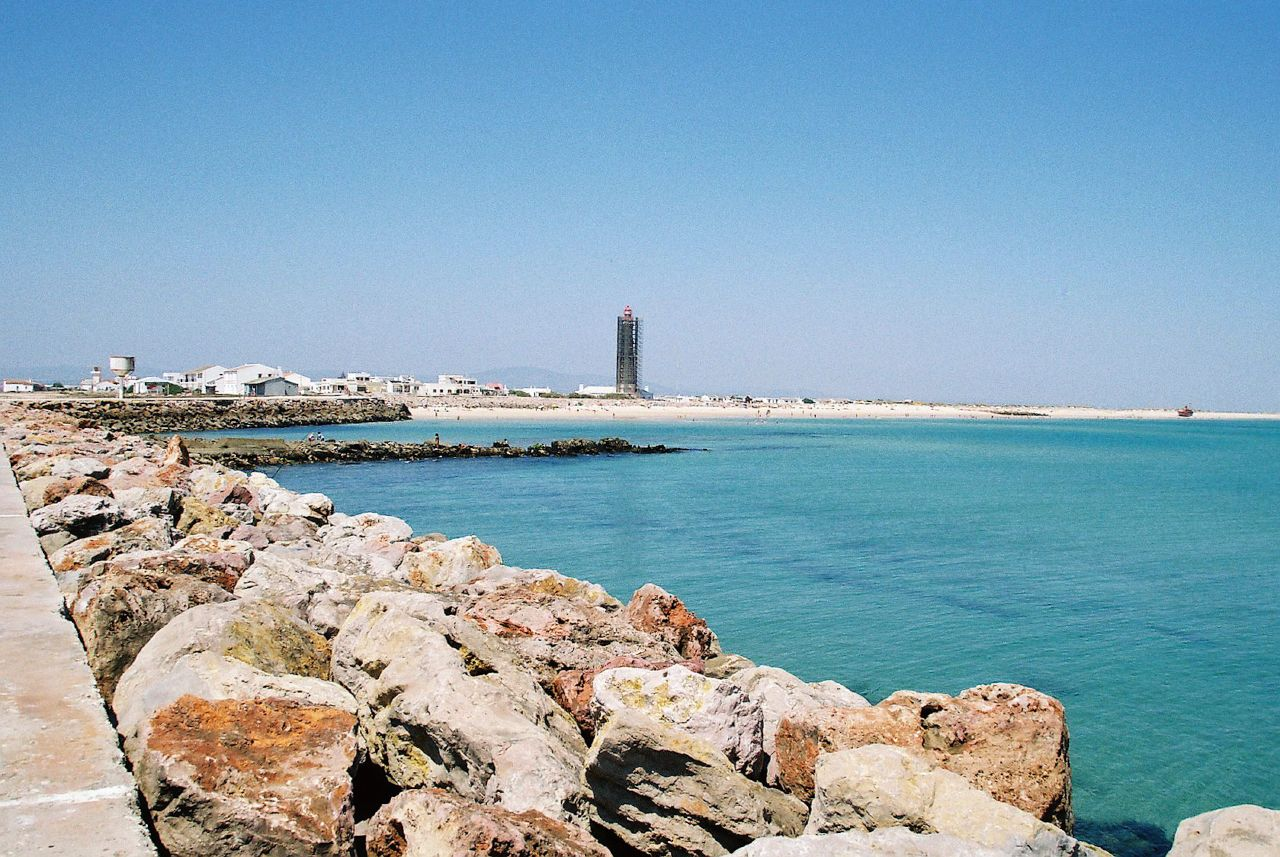
Vista de la playa de la isla de la Culatra con el faro al fondo rodeado de los andamios montados en 1995 para las obras de mantenimiento del mismo.

En 1929 comenzaron a detectarse oscilaciones anormales en la torre y en el nivel del plano focal de la linterna por lo que se procedió a consolidar la torre construyendo una armadura exterior de hormigón armado que abraza a la torre, aspecto que sigue presentando en la actualidad.
En 1949 el faro fue electrificado, se instalaron paneles adicionales a las lentes para convertirlo en faro aeromarítimo, y se instaló un radiofaro.
En 1995 fue de nuevo necesario hacer obras de consolidación del faro que exigieron desmontar la linterna y colocar una provisional del andamio montado durante las obras. Entró de nuevo en servicio en 1996 y en 1997 fue automatizado. En 2001 fue eliminado el radiofaro al no ser ya útil para la navegación.
La Isla de la Culatra se ha convertido en un lugar muy turístico convirtiéndose el faro en parte del atractivo de la isla.

## Características
El faro emite una luz blanca en grupos de cuatro destellos espaciados regularmente en un ciclo de 17 segundos. Tiene un alcance nominal nocturno de 25 millas náuticas.